# 프리드리히 폰 툰
프리드리히 폰 툰(독일어: Friedrich von Thun, 1942년 6월 30일 ~ )은 오스트리아의 배우이다. 배우인 막스 폰 툰의 아버지이기도 하다.

## 주요 출연 작품
- 영화 《쉰들러 리스트》 (1993년)
- 텔레비전 드라마 《히틀러: 악의 탄생》 (2003년)